# Jim Adduci (baseball, 1985)
Pour les articles homonymes, voir Jim Adduci et Adduci.
Jim Charles Adduci (né le 15 mai 1985 à Burnaby, Colombie-Britannique, Canada) est un ancien joueur canado-américain de baseball évoluant à la position de voltigeur.

## Vie personnelle
Jim Adduci est le fils de Jim Adduci, un Américain qui a joué dans les Ligues majeures de baseball et dans la Ligue centrale du Japon de 1983 à 1989. Le fils Adduci possède la double citoyenneté, canadienne et américaine.

## Carrière
Jim Adduci joue au baseball à l'école secondaire d'Evergreen Park en Illinois, aux États-Unis, et est repêché au 42e tour de sélection par les Marlins de la Floride en 2003. Il évolue en ligues mineures avec des clubs affiliés aux Marlins de 2004 à 2006, aux Cubs de Chicago de 2007 à 2012, puis des Rangers du Texas. Il fait ses débuts dans le baseball majeur avec les Rangers le 1er septembre 2013. Il réussit son premier coup sûr dans les majeures dès ce premier match, contre le lanceur Kevin Correia des Twins du Minnesota. En 17 parties jouées en fin de saison 2013, il maintient une moyenne au bâton de 258 en 34 passages au bâton, avec 8 coups sûrs et deux buts volés.
En 2014, il apparaît dans 44 matchs des Rangers mais ne frappe que pour 168 de moyenne en 114 passage au bâton. Il réussit un coup de circuit, son premier dans les majeures, le 9 août contre le lanceur Scott Feldman des Astros de Houston.
En novembre 2014, il signe un contrat d'un an avec les Lotte Giants de Organisation coréenne de baseball, en Corée du Sud.